# 기사단

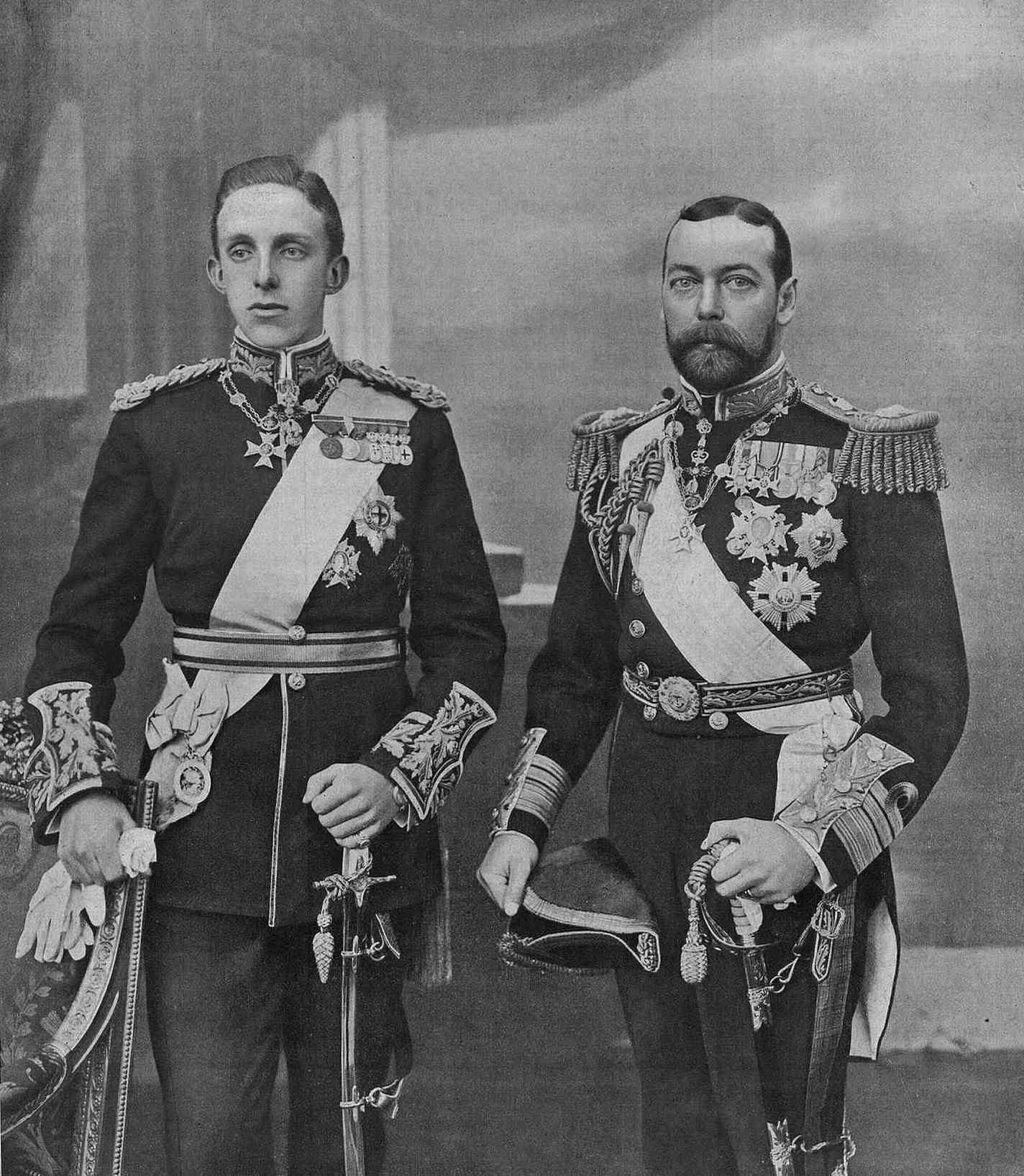
1905년 영국 국빈 방문 당시 스페인의 알폰소 13세(왼쪽)와 그의 처남인 미래의 왕 조지 5세(오른쪽). 알폰소는 영국 육군 장군의 제복, 빅토리아 여왕의 사슬, 가터 훈장의 띠와 별, 카를 3세 훈장의 십자가, 황금양모의 목 배지, 스페인 4개 군 훈장의 배지를 착용하고 있다. 당시 웨일스 공이었던 조지는 황금양모의 목배지, 찰스 3세 훈장의 띠와 그랜드 크로스 그레이드, 로열 빅토리아 체인, 가터 훈장과 세인트 마이클 훈장과 세인트 조지 훈장의 별들을 착용하고 있다.

기사단(騎士團, chivalric order)은 십자군의 기사수도회를 모방해 만든 기사들의 단체이다. 기사단장이 지휘한다.